# FrauenWohnen
FrauenWohnen eG ist eine 1998 gegründete Münchner Wohnungsbaugenossenschaft, die zum Ziel hat, ihren Mitgliedern (im Sprachgebrauch der Genossenschaft Mitfrauen) eine gute, sichere und sozial verantwortbare wirtschaftliche Wohnungsversorgung zu gewährleisten. Ein weiteres Ziel ist es, Immobilienbesitz in Frauenhand zu halten. Mitglieder können nur Frauen werden, aber das Wohnen in der Wohnanlage ist auch für Männer möglich. Die Genossenschaft ist eine Vermietungsgenossenschaft. Zielgruppe der Genossenschaft sind Alleinstehende, Frührentnerinnen mit geringem Einkommen und Alleinerziehende. Die Genossenschaft besitzt zum derzeitigen Stand (Februar 2015) drei Wohnanlagen. Sie ist kraft Satzung gemeinnützig und wurde mehrfach ausgezeichnet.

## Geschichte
Die Genossenschaft ging 1998 aus dem drei Jahre zuvor gegründeten Verein FrauenWohnen e.V. hervor. Als erstes Projekt war ein Haus auf dem ehemaligen Kasernengelände am Ackermannbogen in Schwabing-West geplant. Aus finanziellen Gründen ließ sich diese Planung nicht verwirklichen. Das erste Anlage der Genossenschaft wurde 2007 in der Messestadt Riem fertiggestellt. Der Bau wurde von 2005 an von dem Forschungsprojekt ExWoSt (Experimenteller Wohnungs- und Städtebau) des Bundesministeriums für Verkehr, Bau- und Wohnungswesen begleitet. Es folgten weitere Bauten im Münchner Westend (2013 fertiggestellt) und in Nordschwabing (Bezug 2015). Frauen der Genossenschaft FrauenWohnen wünschten auch einen gemeinsamen Ort für die letzte Ruhe zu haben und erwarben über den von ihnen gegründeten Verein Gräberfeld Schiefe Kiefer 10 Grabstätten mit Platz für 20 Särge und 80 Urnen auf dem von ihnen so benannten Gräberfeld Schiefe Kiefer.

## Projekte
Die Wohnanlage in der Ingeborg-Bachmann-Straße in München-Riem besteht aus 49 Wohneinheiten und wurde vom Architekturbüro Zwischenräume GmbH geplant. Das Gebäude ist vierseitig um einen Innenhof mit öffentlichen Grünflächen und Privatgärten angelegt. Das Haus erfüllt energetisch den Passivhausstandard. Es ist komplett barrierefrei erbaut und verfügt über einen allgemeinen Gemeinschaftsraum, je einen Werk- und Fitnessraum, ein Gästeappartement, eine Büroeinheit und einen gemeinschaftlichen Nutzgarten. Die Wasserversorgung erfolgt ergänzend zum öffentlichen Wassernetz über einen Brunnen und eine Regenwasserzisterne, zur Stromversorgung trägt eine Photovoltaikanlage bei. Das baubegleitende Forschungsprogramm kam zu dem Ergebnis, dass Genossenschaften Staat und Kommunen entlasten, indem sie sozial benachteiligten Bevölkerungsgruppen nicht nur bezahlbaren Wohnraum zur Verfügung stellen, sondern sie auch in die Gesellschaft einbinden. In der Laudatio des Deutschen Bauherrenpreises 2008 würdigte die Jury das Wohnprojekt als „beispielhaft in Bezug auf Organisationsform, städtebauliche Einbindung, Gruppierung, Finanzierung, Energieeinsparung und Gestaltung“.
Die Wohnanlage in der Westendstraße 74 a–d besteht aus 27 Wohneinheiten und wurde ebenfalls vom Architekturbüro Zwischenräume GmbH geplant. Auch dieses Haus steht in Hoflage, umschließt den Hof aber nicht. Das Vorderhaus gehört der Münchner Genossenschaft Wogeno, die Hofgestaltung erfolgt durch beide Genossenschaften. Die Wohnanlage verfügt über einen Gemeinschaftsraum und ein Gästeappartement und ist barrierefrei.
Die Wohnanlage auf dem Gelände der ehemaligen Funkkaserne in der Domagkstraße wird im Laufe des Jahres 2015 bezugsfertig, die Anschrift wird in der Gertrud-Grunow-Straße sein. Sie wurde gemeinsam mit der Wogeno errichtet. Von den insgesamt 80 Wohneinheiten, die um einen Innenhof angeordnet sind, gehören 42 der FrauenWohnen. Auch in dieser Wohnanlage wird es Gemeinschaftsräume und Gästeappartements geben.

## Auszeichnungen
- 2007 Bayerischer Wohnungsbaupreis, Anita-Augspurg-Preis
- 2008 Deutscher Bauherrenpreis, Messestadt Riem Bauherrenpreis
- 2010 Ehrenpreis der Stadt München für guten Wohnungsbau, Wohnen im Alter und vorbildliche Sanierung
- 2011 Würdigung im Rahmen des deutschen Landschaftsarchitekturpreises[6]